# Svenja Ochsner
Svenja Ochsner (* 10. Februar 2000) ist eine Schweizer Tennisspielerin.

## Karriere
Ochsner spielt hauptsächlich bei Turnieren der ITF Women’s World Tennis Tour, wo sie bisher einen Turniersieg im Doppel erreichte.
Seit Juli 2021 ist sie nicht mehr international aktiv und wird daher nicht mehr in der Tennisweltrangliste geführt.

## Turniersiege

### Doppel
| Nr. | Datum             | Turnier | Kategorie | Belag | Partnerin            | Finalgegnerinnen                 | Ergebnis  |
| --- | ----------------- | ------- | --------- | ----- | -------------------- | -------------------------------- | --------- |
| 1.  | 12. Dezember 2020 | Antalya | ITF W15   | Sand  | Hurricane Tyra Black | Gergana Topalowa Daniela Vismane | 7:62, 7:5 |